# Pae Gil-su
Pae Gil-su (Koreanisch: 배길수; * 4. März 1972 in Pjöngjang) ist ein ehemaliger nordkoreanischer Kunstturner.
Bei den Olympischen Sommerspielen 1992 in Barcelona holte er zusammen mit Wital Schtscherba die Goldmedaille am Pauschenpferd. Beide Turner erhielten die Benotung 9,925. Pae trat auch vier Jahre später bei den Olympischen Sommerspielen in Atlanta und bei den Sommerspielen 2000 in Sydney nochmals an. Während er in Atlanta, an 14. Stelle klassiert, das Finale nicht erreichte, belegte er in Sydney den 5. Platz.